# Abu Kullus
Abu Kullus (arab. أبو كلس) – miejscowość w Egipcie, w muhafazie Al-Minufijja. W 2006 roku liczyła 5578 mieszkańców.